# Gwen Verdon
Gwyneth Evelyn „Gwen“ Verdon (* 13. Januar 1925 in Culver City, Kalifornien; † 18. Oktober 2000 in Woodstock, Vermont) war eine US-amerikanische Schauspielerin und Tänzerin.

## Leben
Bereits die Mutter von Gwen Verdon war zu Lebzeiten eine bekannte Tänzerin gewesen; ihr Vater arbeitete als Elektriker bei den MGM-Studios. Trotz einer frühkindlichen Behinderung – Gwen Verdon litt unter einer Fehlstellung der Beine – stand sie bereits mit sechs Jahren zum ersten Mal auf der Bühne.
Gwen war ein gefeierter Star am Broadway, unter anderem brillierte sie in den Musicals Damn Yankees, Chicago und Sweet Charity. Nur gelegentlich übernahm sie Auftritte in Hollywood-Filmen, so beispielsweise in der gleichnamigen Verfilmung von Damn Yankees, weshalb sie in Hollywood nie ein so großer Star wie am Broadway wurde. In einem ihrer letzten Filme spielte sie in Marvins Töchter (1996) die spleenige Tante Ruth ihrer beiden Nichten Lee Lacker (gespielt von Meryl Streep) und Bessie (gespielt von Diane Keaton).
Verdon war von 1942 bis 1947 mit dem Reporter James Henaghan verheiratet, das Paar hatte einen Sohn. 1960 heiratete sie den Choreographen Bob Fosse, mit dem sie eine Tochter hatte. Fosse und Verdons Beziehung endete Anfang der 1970er-Jahre, sie blieben jedoch bis zu seinem Tod 1987 verheiratet sowie künstlerisch und freundschaftlich eng verbunden.
Am 18. Oktober 2000 starb sie an einem Herzanfall. Ihr zu Ehren wurden am Broadway eine Minute lang alle Lichter gedimmt.
Im Jahr 2019 wurde die US-amerikanische Miniserie Fosse/Verdon veröffentlicht, in der Sam Rockwell und Michelle Williams die Titelrollen übernahmen.

## Filmografie
- 1936: The King Steps Out
- 1943: Hoosier Holiday
- 1945: The Blonde from Brooklyn
- 1951: An der Riviera (On the Riviera)
- 1951: David und Bathseba (David and Bathsheba)
- 1951: Meet Me After the Show
- 1952: Casanova wider Willen (Dreamboat)
- 1952: Die lustige Witwe (The Merry Widow)
- 1953: Die Welt gehört ihm (The Mississippi Gambler)
- 1953: The I Don’t Care Girl
- 1953: The Farmer Takes a Wife
- 1954: Goodyear Television Playhouse (Fernsehserie, eine Folge)
- 1954: Once Upon an Eastertime (Fernsehfilm)
- 1955: So liebt man in Paris (Gentlemen Marry Brunettes)
- 1958: Damn Yankees
- 1971: NET Playhouse (Fernsehserie, eine Folge)
- 1972: Love, American Style (Fernsehserie, eine Folge)
- 1973: Deadly Visitor (Fernsehfilm)
- 1978: Sgt. Pepper’s Lonely Hearts Club Band
- 1981: M*A*S*H (Fernsehserie, eine Folge)
- 1982: Fame – Der Weg zum Ruhm (Fame, Fernsehserie, eine Folge)
- 1982: All My Children (Fernsehserie)
- 1983: Radio City Music Hall (Legs, Fernsehfilm)
- 1983: Parade of Stars (Fernsehfilm)
- 1984: C.A.S.H. (The Jerk, Too, Fernsehfilm)
- 1984: Gimme a Break! (Fernsehserie, eine Folge)
- 1984: Cotton Club (The Cotton Club)
- 1985: Trapper John, M.D. (Fernsehserie, eine Folge)
- 1985: Cocoon
- 1985–1988: Magnum (Magnum, p.i., Fernsehserie, fünf Folgen)
- 1986: Der Equalizer (The Equalizer, Fernsehserie, eine Folge)
- 1986: All Is Forgiven (Fernsehserie, eine Folge)
- 1986–1988: Webster (Fernsehserie, drei Folgen)
- 1987: Hotel (Fernsehserie, eine Folge)
- 1987: Nadine – Eine kugelsichere Liebe (Nadine)
- 1988: Cocoon II – Die Rückkehr (Cocoon: The Return)
- 1989: Mein Lieber John (Dear John, Fernsehserie, eine Folge)
- 1990: Alice
- 1992: Dream On (Fernsehserie, eine Folge)
- 1993: Homicide (Homicide: Life on the Street, Fernsehserie, eine Folge)
- 1993: Key West (Fernsehserie, eine Folge)
- 1994: Oldest Living Confederate Widow Tells All (Fernsehfilm)
- 1994: The Cosby Mysteries (Fernsehserie, zwei Folgen)
- 1996: Kaltblütig (In Cold Blood, Fernsehfilm)
- 1996: Marvins Töchter (Marvin’s Room)
- 1997: Ein Hauch von Himmel (Touched By An Angel, Fernsehserie, eine Folge)
- 1997, 1999: Walker, Texas Ranger (Fernsehserie, zwei Folgen)
- 1998: Best Friends for Life (Fernsehfilm)
- 1998: Ein Wink des Himmels (Promised Land, Fernsehserie, eine Folge)
- 1999: Wesleys Feuerprobe (Walking Across Egypt)
- 2000: Bruno

## Theater
- 1947: Rolle als Tänzerin in Bonanza Bound, Shubert Theatre, Philadelphia
- 1948: Als assistierende Choreografin in Magdalena, Ziegfeld Theatre, New York City
- 1950: Rolle als Tänzerin in Alive and Kicking, Winter Garden Theatre, New York City
- 1953–1955: Rolle als Claudine in Can-Can, Shubert Theatre, New York City
- 1955–1957: Rolle als Lola in Damn Yankees, 46th Street Theatre und Adelphi Theatre, New York City
- 1957–1958: Rolle als Anna in New Girl in Town, 46th Street Theatre, New York City
- 1959–1960: Rolle als Essie Whimple in Redhead, 46th Street Theatre, New York City
- 1966–1967: Rolle als Charity in Sweet Charity, Palace Theatre, New York City
- 1972: Rolle als Helen Giles in Children! Children!, Ritz Theatre, New York City
- 1973: Milliken’s Breakfast Show Revue, Waldorf Astoria, New York City
- 1974: Rolle als Lola in Damn Yankees, Westbury Music Fair, Long Island
- 1975–1977: Rolle als Roxie Hart in Chicago, 46th Street Theatre, New York City
- 1986–1987: Als Assistentin von Bob Fosse in Sweet Charity, Minskoff Theatre, New York City
- 1989–1990: Als Tanz Consultant in The Tenth Man, Vivian Beaumont Theatre, New York City
- 1999–2001: Als Künstlerischer Beraterin in Fosse, Broadhurst Theatre, New York City

## Auszeichnungen und Nominierungen
Emmy Award
- 1988: Nominierung als Beste Gastdarstellerin in einer Dramaserie für die Folge Der vierte Mann der Serie Magnum[3]
- 1993: Nominierung als Beste Gastdarstellerin in einer Comedyserie für die Folge For Peter’s Sake der Serie Dream On[3]
- 1993: Nominierung als Beste Gastdarstellerin in einer Dramaserie für die Folge A Ghost Of A Chance der Serie Homicide[3]

BAFTA Award
- 1959: Nominierung in der Kategorie Beste Nachwuchsdarsteller für Damn Yankees![4]

Laurel Award
- 1959: 2. Platz als Beste Hauptdarstellerin in einem Musical für Damn Yankees!
- 1959: Nominierung als Beste Nachwuchsdarstellerin (4. Platz)

Marco Island Film Festival
- 1999: Gewonnen – Lifetime Achievement Award

Saturn Award
- 1986: Nominierung als Beste Nebendarstellerin für Cocoon

Screen Actors Guild Award
- 1997: Nominierung als Beste Nebendarstellerin für Marvins Töchter[5]
- 1997: Nominierung als Bestes Schauspielensemble für Marvins Töchter (geteilt mit Meryl Streep, Leonardo DiCaprio, Diane Keaton, Robert De Niro, Hume Cronyn, Hal Scardino und Dan Hedaya)[6]

Theatre World Award
- 1953: Nominierung für Can-Can

Tony Award
- 1954: Auszeichnung als Beste Hauptdarstellerin in einem Musical für Can-Can
- 1956: Auszeichnung als Beste Hauptdarstellerin in einem Musical für Damn Yankees
- 1958: Auszeichnung als Beste Hauptdarstellerin in einem Musical für New Girl in Town
- 1959: Auszeichnung als Beste Hauptdarstellerin in einem Musical für Redhead
- 1966: Nominierung als Beste Hauptdarstellerin in einem Musical für Sweet Charity
- 1976: Nominierung als Beste Hauptdarstellerin in einem Musical für Chicago